# Speckhorn/Bockholt
Speckhorn/Bockholt ist ein Stadtteil im Norden des Gebiets von Recklinghausen. 
Der Stadtteil grenzt an Oer-Erkenschwick (Honermannsiedlung), Marl-Sinsen und Herten-Scherlebeck an. Niedrigster Punkt mit rund 60 m ü. NHN ist der Austritt des Nieringbachs nach Sinsen im Norden, der höchste natürliche Punkt liegt mit etwa 108 m an der Grenze zum Westviertel, nah dem Knappschaftskrankenhaus Recklinghausen, im äußersten Südwesten. Höchster Erdpunkt insgesamt ist mit 124 m der während der 1960er Jahre aus Erdaushub entstandene Rodelberg an der Mollbeck im Süden.
Der namentlich noch junge Stadtteil Speckhorn/Bockholt besteht aus den Siedlungen Bockholt, Beising und Speckhorn mit seiner Unterbauerschaft Börste.